# Cantón de Domme
El cantón de Domme era una división administrativa francesa, que estaba situada en el departamento de Dordoña y la región de Aquitania.

## Composición
El cantón estaba formado por catorce comunas:
- Bouzic
- Castelnaud-la-Chapelle
- Cénac-et-Saint-Julien
- Daglan
- Domme
- Florimont-Gaumier
- Groléjac
- Nabirat
- Saint-Aubin-de-Nabirat
- Saint-Cybranet
- Saint-Laurent-la-Vallée
- Saint-Martial-de-Nabirat
- Saint-Pompont
- Veyrines-de-Domme

## Supresión del cantón de Domme
En aplicación del Decreto nº 2014-218 de 21 de febrero de 2014, el cantón de Domme fue suprimido el 22 de marzo de 2015 y sus 14 comunas pasaron a formar parte del nuevo cantón de Valle de Dordoña.